# فهرست کوسه‌ها
فهرست کوسه‌ماهیان:
- راستهٔ شش‌کمان‌سانان (Hexanchiformes)
  - تیرهٔ کوسه‌های لبه‌دار (Chlamydoselachidae)
    - سردهٔ لبه‌دارکوسه‌ها
      - کوسه چین‌دار (Chlamydoselachus anguineus)

    - سردهٔ کوسه هفت‌آبششی تیزبینی
      - کوسه نوک‌تیز هفت‌آبششی (Heptranchias perlo)

  - تیرهٔ شش‌کمانیان (گاوکوسه‌ها، کوسه‌های هفت‌آبششی، و کوسه‌های شش‌آبششی)
    - سردهٔ شش‌کمان‌ها
      - کوسه کُندبینی شش‌آبششه (Hexanchus griseus)
      - کوسه چشم‌بزرگ شش‌آبششی (Hexanchus vitulus)

    - سردهٔ پشت‌پوزه‌ها (Notorynchus)
      - کوسه پهن‌بینی هفت‌آبششی (Notorynchus cepedianus)
- راستهٔ خاردارکوسه‌سانان
  - تیرهٔ میان‌ربایندگان (Centrophoridae)
    - سردهٔ دئانیا
      - سگ‌ماهی منقاردار (Deania calcea)
      - سگ‌ماهی بینی‌بلند زبر (Deania hystricosa)
      - سگ‌ماهی سرپیکانی (Deania profundorum)
      - سگ‌ماهی پوزه‌دراز (Deania quadrispinosum)

  - تیرهٔ بادبادک‌باله‌ایان
    - زیرتیرهٔ Dalatiinae
      - سردهٔ خاردارکوسه‌ها
        - سگ‌ماهی سوزنی (Centrophorus acus)
        - کوسه گولپر کوتوله (Centrophorus atromarginatus)
        - کوسه گولپر (Centrophorus granulosus)
        - کوسه گولپر احمق (Centrophorus harrissoni)
        - کوسه گولپر سیاه‌باله (Centrophorus isodon)
        - کوسه گولپر کوتاه‌باله (Centrophorus lusitanicus)
        - کوسه گولپر کوچک‌باله (Centrophorus moluccensis)
        - کوسه گولپر تایوان (Centrophorus niaukang)
        - کوسه گولپر باله‌برگی (Centrophorus squamosus)
        - کوسه گولپر پارچینی (Centrophorus tesselatus)
        - کوسه گولپر کوچک (Centrophorus uyato)

      - سردهٔ بادبادک‌باله‌ها
        - کوسه بادبادک‌باله (Dalatias licha)

      - سردهٔ هوپیش‌ریزها
        - کوسه دم‌افروز (Taillight کوسه)

      - سردهٔ کوسه کوتوله
        - کوسه کوتوله (کوسه کوتوله)

      - سردهٔ کوسه کوتوله درازبینی
        - کوسه کوتوله درازبینی (کوسه کوتوله بینی‌دراز)

      - سردهٔ Isistius
        - کوسه کلوچه‌بر (Cookiecutter کوسه)
        - کوسه کلوچه‌بر دندان‌دراز (Largetooth cookiecutter کوسه)

      - سردهٔ کوسه جیبی
        - کوسه جیبی

      - سردهٔ Squaliolus
        - کوسه کوتوله خاردار (کوسه کوتوله خاردار)

    - زیرتیرهٔ سگ‌ماهی قلاب‌دندان
      - سردهٔ سگ‌ماهی قلاب‌دندان
        - سگ‌ماهی قلاب‌دندان (سگ‌ماهی دندان‌قلابی)

      - سردهٔ Centroscyllium
        - سگ‌ماهی سیاه (سگ‌ماهی سیاه)
        - سگ‌ماهی دانه‌دار (Granular سگ‌ماهی)
        - سگ‌ماهی برهنه (سگ‌ماهی برهنه)
        - سگ‌ماهی شانه‌دندان (سگ‌ماهی شانه‌دندان)
        - سگ‌ماهی آراسته (سگ‌ماهی مزین)
        - سگ‌ماهی باله‌سفید (سگ‌ماهی باله‌سفید)

      - سردهٔ چراغ‌کوسه
        - چراغ‌کوسه دم‌کوتاه (چراغ‌کوسه دم‌کوتاه)
        -  Etmopterus bullisi  (Lined چراغ‌کوسه)
        - Etmopterus decacuspidatus (چراغ‌کوسه دندان‌شانه‌ای)
        -  Etmopterus gracilispinis  (Broadband سگ‌ماهی)
        - چراغ‌کوسه جنوبی (چراغ‌کوسه جنوبی)
        - چراغ‌کوسه کارائیبی (چراغ‌کوسه کارائیبی)
        - چراغ‌کوسه سیاه‌شکم (چراغ‌کوسه شکم سیاه)
        - Etmopterus molleri
        - چراغ‌کوسه آفریقایی (چراغ‌کوسه آفریقایی)
        - چراغ‌کوسه بزرگ (چراغ‌کوسه بزرگ)
        - چراغ‌کوسه نرم (Smooth چراغ‌کوسه)
        - چراغ‌کوسه ریشه‌باله (Fringefin چراغ‌کوسه)
        - چراغ‌کوسه خاردار (Thorny چراغ‌کوسه)
        - چراغ‌کوسه شکم‌مخملی (چراغ‌کوسه شکم‌مخملی)
        - چراغ‌کوسه قهوه‌ای (چراغ‌کوسه قهوه‌ای)
        - چراغ‌کوسه هاوایی (چراغ‌کوسه هاوایی)
        - چراغ‌کوسه سبز (چراغ‌کوسه سبز)

      - سردهٔ سگ‌ماهی دندان‌سوهانی
        - سگ‌ماهی دندان‌سوهانی (Rasptooth سگ‌ماهی),

      - سردهٔ سگ‌ماهی افعی
        - سگ‌ماهی افعی

    - زیرتیرهٔ کوسه خشن
      - سردهٔ کوسه خشن
        - سگ‌ماهی خاردار (Prickly سگ‌ماهی)
        - کوسه خشن کارائیب (کوسه خشن کارائیبی)
        -  Oxynotus centrina  (کوسه خشن گوشه‌دار)
        - کوسه خشن باله‌بادبانی (Sailfin کوسه خشن)

    - زیرتیرهٔ Somniosinae
      - سردهٔ Centroscymnus
        - سگ‌ماهی پرتغالی (سگ‌ماهی پرتغالی)
        - سگ‌ماهی مخملی درازبینی (سگ‌ماهی مخملی درازبینی)
        - سگ‌ماهی مخملی بینی‌کوتاه (سگ‌ماهی مخملی کوتاه‌بینی)
        -  Centroscymnus owstoni  (Roughskin سگ‌ماهی)
        - Centroscymnus plunketi (Plunket کوسه)

      - سردهٔ Somniosus (sleeper کوسهs)
        - کوسه گرینلند (کوسه گرینلند)
        -  Somniosus pacificus  (Pacific sleeper کوسه)
        -  Somniosus rostratus  (Little sleeper کوسه)

  - تیرهٔ خاربینی‌ها (Bramble کوسهs)
    - سردهٔ خاربینی‌ها
      - کوسه خاربته‌ای (Bramble کوسه)
      - کوسه خارشی (کوسه تیغ‌دار)

  - تیرهٔ کوسه‌های خاردار (سگ‌ماهی کوسهs)
    - سردهٔ Cirrhigaleus
      - Cirrhigaleus barbifer (Mandarin سگ‌ماهی)
      - Cirrhigaleus asper (سگ‌کوسه زبرپوست)

    - سردهٔ Scymnodalatias
      - کوسه‌ماهی دم‌سفید (سگ‌ماهی سپیددم)
      -  Scymnodalatias garricki  (سگ‌ماهی آزور)
      - Scymnodalatias oligodon (Sparsetooth سگ‌ماهی)
      - Scymnodalatias sherwoodi (سگ‌ماهی شروود)

    - سردهٔ توله‌دندان‌ها
      - سگ‌ماهی مخملی ژاپنی (سگ‌ماهی مخمل ژاپنی)
      - سگ‌ماهی مخملی دهان‌کوچک (سگ‌ماهی دهان‌کوچک مخملی)
      - Scymnodon ringens (سگ‌ماهی دندان‌چاقویی)
      - سگ‌ماهی مخملی (سگ‌ماهی مخملی)

    - سردهٔ  Squalus 
      - کوسه‌ماهی خاردار (سگ‌ماهی خاردار)
      - Squalus cubensis (سگ‌ماهی کوبایی)
      - Squalus japonicus (اسپرداگ ژاپنی)
      - Squalus megalops (اسپرداگ کوتاه‌بینی)
      -  Squalus melanurus  (اسپرداگ دم‌سیاه)
      -  Squalus mitsukurii  (اسپرداگ کوتاه‌مهره)
      - Squalus rancureli (اسپرداگ سیرانو)
- راستهٔ اره‌کوسه‌سانان
  - تیرهٔ اره‌کوسه‌ایان
    - سردهٔ اره‌کوسه شش‌آبششی
      - اره‌کوسه شش‌آبششی (Pliotrema warreni)

    - سردهٔ اره‌کوسه‌ها
      - اره‌کوسه درازبینی (Pliotrema cirratus)
      - اره‌کوسه کوتاه‌بینی (Pliotrema nudipinnis)
      - اره‌کوسه باهامایی (Pliotrema schroederi)
- راستهٔ فرشته‌کوسه‌سانان
  - تیرهٔ فرشته‌کوسه‌ایان
    - سردهٔ فرشته‌کوسه‌ها
      - فرشته‌کوسه پشت‌اره‌ای (فرشته‌کوسه پشت‌اره‌ای)
      - فرشته‌کوسه آفریقایی (فرشته‌کوسه آفریقایی)
      - فرشته‌کوسه آرژانتینی (فرشته‌کوسه آرژانتینی)
      - فرشته‌کوسه استرالیایی (فرشته‌کوسه استرالیایی)
      - فرشته‌کوسه آرام (فرشته‌کوسه آرام)
      - Squatina dumeril (Sand devil)
      - فرشته‌کوسه تایوان (فرشته‌کوسه تایوان)
      - فرشته‌کوسه ژاپنی (فرشته‌کوسه ژاپنی)
      - Squatina nebulosa (Clouded فرشته‌کوسه)
      - Squatina oculata (Smoothback فرشته‌کوسه)
      - Squatina squatina (فرشته‌کوسه)
      - Squatina tergocellata (Ornate فرشته‌کوسه)
      - Squatina tergocellatoides (Ocellated فرشته‌کوسه)
- راستهٔ HETERODONTIFORMES (Bullhead کوسهs)
  - تیرهٔ کوسه‌های شاخدار (Bullhead کوسهs, horn کوسهs, and port jackson کوسهs)
    - سردهٔ کوسه‌های شاخدار
      - کوسه شاخدار (Horn کوسه)
      - کوسه سرگاوی کاکل‌دار (Crested bullhead کوسه)
      - کوسه سرگاوی ژاپنی (Japanese bullhead کوسه)
      - کوسه سرگاوی مکزیکی (Mexican hornکوسه)
      - کوسه پورت جکسون (Port Jackson کوسه)
      - کوسه سرگاوی گالاپاگوس (Galapagos bullhead کوسه)
      - کوسه سرگاوی خال‌سفید (کوسه سرگاوی گورخری)
      - کوسه سرگاوی گورخری (Zebra bullhead کوسه)
- راستهٔ ORECTOLOBIFORMES (Carpet کوسهs)
  - تیرهٔ Brachaeluridae (Blind گربه‌کوسهs and blind کوسهs)
    - سردهٔ Brachaelurus
      - Brachaelurus waddi (کوسه کور)

    - سردهٔ Heteroscyllium
      - Heteroscyllium colcloughi (Bluegray فرش‌کوسه)

  - تیرهٔ Ginglymostomatidae (پرستارکوسه‌ها)
    - سردهٔ Ginglymostoma
      - کوسه پرستار (کوسه پرستار)

    - سردهٔ Nebrius
      -  Nebrius concolor 
      -  Nebrius ferrugineus  (Tawny nurse کوسه)

    - سردهٔ  Pseudoginglymostoma 
      - Pseudoginglymostoma brevicaudatum (پرستارکوسه دم‌کوتاه)

  - تیرهٔ گربه‌کوسه‌ماهیان (Bamboo کوسهs and longtailed فرش‌کوسهs)
    - سردهٔ گربه‌کوسه‌ماهیان
      -  Chiloscyllium arabicum  (فرش‌کوسه عربی)
      -  Chiloscyllium griseum  (Grey bamboo کوسه)
      -  Chiloscyllium indicum  (Slender bamboo کوسه)
      -  Chiloscyllium plagiosum  (White-spotted bamboo کوسه)
      -  Chiloscyllium punctatum  (گربه‌کوسه لکه‌دار)

    - سردهٔ گربه‌کوسه‌ماهیان
      - Hemiscyllium freycineti (فرش‌کوسه خالدار اندونزی)
      - کوسه سردوشی پاپوآ (Papuan epaulette کوسه)
      - کوسه سردوشی (Epaulette کوسه)
      - Hemiscyllium strahani (Hooded فرش‌کوسه)
      - Hemiscyllium trispeculare (فرش‌کوسه خالدار)

  - تیرهٔ کوسه‌ریشو (Wobbegongs)
    - سردهٔ Orectolobus
      - کوسه منگوله‌دار (کوسه منگوله‌دار)
      - Orectolobus hutchinsi (new species)
      - Orectolobus japonicus (Japanese wobbegong)
      -  Orectolobus maculatus  (Spotted wobbegong)
      - Orectolobus ornatus (Ornate wobbegong)
      - Orectolobus wardi

    - سردهٔ  Sutorectus 
      -  Sutorectus tentaculatus  (Cobbler wobbegong)

  - تیرهٔ Parascylliidae (Collared فرش‌کوسهs)
    - سردهٔ Cirrhoscyllium
      -  Cirrhoscyllium expolitum  (Barbelthroat فرش‌کوسه)
      -  Cirrhoscyllium formosanum  (Taiwan saddled فرش‌کوسه)
      -  Cirrhoscyllium japonicum  (Saddle فرش‌کوسه)

    - سردهٔ Parascyllium
      - Parascyllium collare (Collared فرش‌کوسه)
      - Parascyllium ferrugineum (Rusty فرش‌کوسه)
      - Parascyllium variolatum (Necklace فرش‌کوسه)

  - تیرهٔ وال کوسه
    - سردهٔ وال کوسه
      - وال کوسه (Whale کوسه)

  - تیرهٔ کوسه گورخری (Zebra کوسهs)
    - سردهٔ کوسه گورخری
      - کوسه گورخری (Zebra کوسه)
- راستهٔ CARCHARHINIFORMES (Ground کوسهs)
  - تیرهٔ کوسه‌ماهیان درنده (Requiem کوسهs)
    - سردهٔ Carcharhinus
      - Carcharhinus acronotus (کوسه سیاه‌بینی)
      - Carcharhinus albimarginatus (Silvertip کوسه)
      -  Carcharhinus altimus  (کوسه بزرگ‌بینی)
      - Carcharhinus amblyrhynchoides (Graceful کوسه)
      -  Carcharhinus amblyrhynchos  (Gray reef کوسه)
      - کوسه خوک‌چشم (Pigeye کوسه)
      - Carcharhinus borneensis (کوسه بورنئو)
      - کوسه مسی (Copper کوسه)
      - کوسه چرخنده (Spinner کوسه)
      - Carcharhinus cautus (Nervous کوسه)
      -  Carcharhinus dussumieri  (Whitecheek کوسه)
      - کوسه ابریشمی (Silky کوسه)
      -  Carcharhinus fitzroyensis  (Creek whaler)
      - کوسه گالاپاگوس (Galapagos کوسه)
      - Carcharhinus hemiodon (Pondicherry کوسه)
      - Carcharhinus isodon (Finetooth کوسه)
      - Carcharhinus leiodon (Smooth tooth blacktip کوسه)
      - گاوکوسه (Bull کوسه)
      - کوسه باله سیاه کوچک (Blacktip کوسه)
      - Carcharhinus longimanus (Oceanic whitetip کوسه)
      - Carcharhinus macloti (کوسه سخت‌بینی)
      - Carcharhinus melanopterus (Blacktip reef کوسه)
      -  Carcharhinus obscurus  (Dusky کوسه)
      - کوسه آب‌سنگ کارائیبی (Caribbean reef کوسه)
      - Carcharhinus plumbeus (Sandbar کوسه)
      -  Carcharhinus porosus  (Smalltail کوسه)
      - Carcharhinus sealei (Blackspot کوسه)
      - Carcharhinus signatus (کوسه شب)
      - Carcharhinus sorrah (Spottail کوسه)
      - کوسه باله سیاه بومی استرالیا

    - سردهٔ کوسه ببری
      - کوسه ببری (Tiger کوسه)

    - سردهٔ Glyphis
      - Glyphis gangeticus (Ganges کوسه)
      -  Glyphis glyphis  (Speartooth کوسه)

    - سردهٔ  Isogomphodon 
      -  Isogomphodon oxyrhynchus  (Daggernose کوسه)

    - سردهٔ Lamiopsis
      -  Lamiopsis temminckii  (Broadfin کوسه)

    - سردهٔ کوسه چشم‌بادامی
      - کوسه چشم‌بادامی (Sliteye کوسه)

    - سردهٔ  Nasolamia 
      -  Nasolamia velox  (کوسه سپیدبینی)

    - سردهٔ Negaprion (Lemon کوسهs)
      - Negaprion acutidens (Sicklefin lemon کوسه)
      - کوسه لیمویی (Lemon کوسه)

    - سردهٔ کوسه آبی
      - کوسه آبی (کوسه آبی)

    - سردهٔ Rhizoprionodon (Sharpnose کوسهs)
      - کوسه شیری (Milk کوسه)
      - Rhizoprionodon lalandii (کوسه تیزبینی برزیلی)
      -  Rhizoprionodon longurio  (کوسه تیزبینی اقیانوس آرام)
      -  Rhizoprionodon oligolinx  (کوسه تیزبینی خاکستری)
      - Rhizoprionodon porosus (کوسه تیزبینی کارائیبی)
      - Rhizoprionodon taylori (کوسه تیزبینی استرالیایی)
      - Rhizoprionodon terraenovae (کوسه تیزبینی اقیانوس اطلس)

    - سردهٔ خمیده‌دندان
      -  Scoliodon laticaudus  (Spadenose کوسه)

    - سردهٔ  Triaenodon 
      -  Triaenodon obesus  (Whitetip reef کوسه)

  - تیرهٔ کوسه‌های راسویی (Weasel کوسهs)
    - سردهٔ کوسه دندان‌چنگکی
      - کوسه دندان‌چنگکی (Hooktooth کوسه)

    - سردهٔ کوسه‌های راسویی
      - کوسه راسویی داس‌باله (Sicklefin weasel کوسه)

    - سردهٔ Hemipristis
      - کوسه دندان‌گرازی (Snaggletooth کوسه)

    - سردهٔ کوسه‌های راسویی
      - کوسه راسویی اطلس (Atlantic weasel کوسه)
      - کوسه راسویی راست‌دندان (Straight-tooth weasel کوسه)

  - تیرهٔ Leptochariidae (Barbeled houndکوسهs)
    - سردهٔ Leptocharias
      - Leptocharias smithii (Barbeled houndکوسه)

  - تیرهٔ گربه‌ماهی‌های پشت‌باله (Finback گربه‌کوسهs)
    - سردهٔ گربه‌ماهی رنگی‌پوش
      - گربه‌ماهی رنگی‌پوش (Harlequin گربه‌کوسه)

    - سردهٔ گربه‌ماهی‌های دم‌نواری
      - Eridacnis barbouri (Cuban ribbontail گربه‌کوسه)
      -  Eridacnis radcliffei  (Pygmy ribbontail گربه‌کوسه)
      -  Eridacnis sinuans  (African ribbontail گربه‌کوسه)

    - سردهٔ Proscyllium
      - Proscyllium venustum

  - تیرهٔ گربه‌ماهیان کاذب (گربه‌کوسه‌نماها)
    - سردهٔ گربه‌ماهی کاذب
      - گربه‌ماهی کاذب (گربه‌کوسه دروغین)

  - تیرهٔ گربه‌کوسه (گربه‌کوسه‌ها)
    - سردهٔ گربه‌کوسه‌های دیو
      - Apristurus atlanticus (گربه‌کوسه شبح اطلس)
      -  Apristurus brunneus  (گربه‌کوسه قهوه‌ای)
      -  Apristurus canutus  (Hoary گربه‌کوسه)
      - Apristurus herklotsi (گربه‌کوسه درازباله)
      -  Apristurus indicus  (گربه‌کوسه کوچک‌شکم)
      - Apristurus investigatoris (گربه‌کوسه پهن‌بینی)
      - Apristurus japonicus (گربه‌کوسه ژاپنی)
      - Apristurus kampae (گربه‌کوسه درازبینی)
      -  Apristurus laurussonii  (گربه‌کوسه ایسلندی)
      - Apristurus longicephalus (گربه‌کوسه درازسر)
      -  Apristurus macrorhynchus  (گربه‌کوسه کله‌پخ)
      -  Apristurus manis  (گربه‌کوسه روحی)
      -  Apristurus microps  (گربه‌کوسه ریزچشم)
      -  Apristurus nasutus  (گربه‌کوسه بزرگ‌بینی)
      -  Apristurus parvipinnis  (گربه‌کوسه ریزباله)
      - Apristurus platyrhynchus (Spatulasnout گربه‌کوسه)
      -  Apristurus profundorum  (گربه‌کوسه ژرف‌آب)
      -  Apristurus riveri  (گربه‌کوسه آبشش‌پهن)
      - Apristurus saldanha (Saldanha گربه‌کوسه)
      - Apristurus sibogae (گربه‌کوسه رنگ‌پریده)
      -  Apristurus sinensis  (گربه‌کوسه جنوب چین)
      - Apristurus spongiceps (گربه‌کوسه کله‌اسفنجی)
      -  Apristurus stenseni  (Panama ghost گربه‌کوسه)

    - سردهٔ Asymbolus
      - Asymbolus analis (Australian spotted گربه‌کوسه)
      -  Asymbolus vincenti  (گربه‌کوسه خلیج)

    - سردهٔ ناتمام‌بینی‌ها
      - Atelomycterus macleayi (Australian marbled گربه‌کوسه)
      - Atelomycterus marmoratus (گربه‌کوسه مرجانی)

    - سردهٔ گربه‌کوسه‌های نمکین قلمی
      - Aulohalaelurus labiosus (گربه‌کوسه خال‌سیاه)

    - سردهٔ کوسه‌های بادکنکی
      - کوسه بادکنکی مشبک (Reticulated swellکوسه)
      -  Cephaloscyllium isabellum  (Draughtsboard کوسه)
      - Cephaloscyllium laticeps (Australian swellکوسه)
      - Cephaloscyllium silasi (Indian swellکوسه)
      -  Cephaloscyllium sufflans  (Balloon کوسه)
      -  Cephaloscyllium ventriosum  (Swell کوسه)

    - سردهٔ گربه‌کوسه‌های آب‌نبات‌چوبی
      - Cephalurus cephalus (گربه‌کوسه آب‌نباتی)

    - سردهٔ گربه‌کوسه‌های دم‌اره‌ای
      - Galeus arae (Roughtail گربه‌کوسه)
      -  Galeus boardmani  (گربه‌کوسه دم‌اره‌ای استرالیایی)
      -  Galeus eastmani  (گربه‌کوسه جکو)
      -  Galeus melastomus  (گربه‌کوسه)
      - Galeus murinus
      -  Galeus nipponensis  (Broadfin sawtail گربه‌کوسه)
      - Galeus piperatus (گربه‌کوسه فلفلی)
      -  Galeus polli  (گربه‌کوسه دم‌اره‌ای آفریقایی)
      -  Galeus sauteri  (Blacktip sawtail گربه‌کوسه)
      -  Galeus schultzi  (گربه‌کوسه دم‌اره‌ای کوتوله)

    - سردهٔ Halaelurus
      - گربه‌کوسه عربی (Halaelurus alcockii)
      - Halaelurus boesemani (Speckled گربه‌کوسه)
      -  Halaelurus buergeri  (گربه‌کوسه خال‌سیاه)
      - Halaelurus canescens (گربه‌کوسه سربی)
      - Halaelurus dawsoni (گربه‌کوسه نیوزیلنذ)
      - Halaelurus hispidus (Bristly گربه‌کوسه)
      - Halaelurus immaculatus (گربه‌کوسه بی‌خال)
      - Halaelurus lineatus (گربه‌کوسه خطی)
      - Halaelurus lutarius (Mud گربه‌کوسه)
      - Halaelurus natalensis (گربه‌کوسه ببری)
      - Halaelurus quagga (گربه‌کوسه کواگا)

    - سردهٔ کوسه‌های خجالتی
      - Haploblepharus edwardsii (Puffadder shyکوسه)
      - Haploblepharus fuscus (کوسه خجالتی قهوه‌ای)
      -  Haploblepharus pictus  (کوسه خجالتی تیره)

    - سردهٔ کوسه‌های سبحان‌الله
      -  Holohalaelurus punctatus  (گربه‌کوسه خالدار آفریقایی)
      -  Holohalaelurus regani  (Izak گربه‌کوسه)

    - سردهٔ گربه‌کوسه‌های دم‌پولکی
      - Parmaturus campechiensis (Campeche کوسه)
      - Parmaturus melanobranchus (گربه‌کوسه آبشش‌سیاه)
      - Parmaturus pilosus (کوسه سمندری)
      -  Parmaturus xaniurus  (Filetail گربه‌کوسه)

    - سردهٔ Pentanchus
      - Pentanchus profundicolus (گربه‌کوسه تک‌باله)

    - سردهٔ گربه‌کوسه‌های راه‌راه
      -  Poroderma africanum  (گربه‌کوسه خط‌دار)
      - Poroderma pantherinum (گربه‌کوسه پلنگی)

    - سردهٔ گربه‌کوسه‌های اشرودر
      - Schroederichthys bivius (گربه‌کوسه دهان‌باریک)
      - Schroederichthys chilensis (گربه‌کوسه قرمزخال)
      - Schroederichthys maculatus (گربه‌کوسه دم‌باریک)
      - Schroederichthys tenuis (گربه‌کوسه باریک)

    - سردهٔ سوهان‌پوست‌ها
      - Scyliorhinus besnardi (Polkadot گربه‌کوسه)
      - Scyliorhinus boa (گربه‌کوسه بوآ)
      - Scyliorhinus canicula (گربه‌کوسه ریزخال)
      - Scyliorhinus capensis (گربه‌کوسه خال‌زرد)
      - Scyliorhinus cervigoni (گربه‌کوسه غرب آفریقا)
      - Scyliorhinus garmani (Brownspotted گربه‌کوسه)
      - Scyliorhinus haeckelii (Freckled گربه‌کوسه)
      - Scyliorhinus hesperius (Whitesaddled گربه‌کوسه)
      - Scyliorhinus meadi (Blotched گربه‌کوسه)
      -  Scyliorhinus retifer  (گربه‌کوسه زنجیری)
      - ماهی سنباده (ماهی سنباده)
      - Scyliorhinus torazame (Cloudy گربه‌کوسه)
      -  Scyliorhinus torrei  (Dwarf گربه‌کوسه)

  - تیرهٔ کوسه سرچکشی (Bonnethead کوسهs, hammerhead کوسهs, and scoophead کوسهs)
    - سردهٔ Eusphyra
      - Eusphyra blochii (Winghead کوسه)

    - سردهٔ Sphyrna
      - Sphyrna corona (Scalloped bonnethead)
      - Sphyrna couardi (سرچکشی باله‌سفید)
      -  Sphyrna lewini  (Scalloped hammerhead)
      - Sphyrna media (Scoophead)
      -  Sphyrna mokarran  (سرچکشی بزرگ)
      - بیل‌کله (Bonnethead کوسه)
      -  Sphyrna tudes 
      -  Sphyrna zygaena  (Smooth hammerhead)

  - تیرهٔ  Triakidae  (Houndکوسهs, smooth-hounds, topes, and whiskery کوسهs)
    - زیرتیرهٔ Galeorhininae
      - سردهٔ کوسه سبیلک‌دار
        - کوسه سبیلک‌دار (Whiskery کوسه)

      - سردهٔ کوسه دبستانی
        - کوسه دبستانی (Tope کوسه)

      - سردهٔ کوسه بادبان‌پشت
        - کوسه بادبان‌پشت (Sailback houndکوسه)

      - سردهٔ گالوم
        -  Gollum attenuatus  (Slender smooth-hound)

      - سردهٔ Hemitriakis
        - کوسه شکاری اندونزی (Japanese topeکوسه)
        - Hemitriakis leucoperiptera (Whitefin topeکوسه)

      - سردهٔ Hypogaleus
        -  Hypogaleus hyugaensis  (Blacktip tope)

      - سردهٔ Iago
        - کوسه شکاری درازنوک (Longnose houndکوسه)
        - کوسه شکاری چشم‌درشت (Bigeye houndکوسه)

    - زیرتیرهٔ Triakinae
      - سردهٔ  Mustelus 
        -  Mustelus antarcticus  (Gummy کوسه)
        - Mustelus asterias (Starry smooth-hound)
        -  Mustelus californicus  (Gray smoothhound)
        - Mustelus canis (Dusky smooth-hound)
        - Mustelus dorsalis (Sharptooth smooth-hound)
        -  Mustelus fasciatus  (Striped smooth-hound)
        - Mustelus griseus (Spotless smooth-hound)
        -  Mustelus henlei  (Brown smoothhound)
        - Mustelus higmani (Smalleye smooth-hound)
        - Mustelus lenticulatus (Spotted estuary smooth-hound)
        -  Mustelus lunulatus  (Sicklefin smoothhound)
        - Mustelus manazo (Starspotted smooth-hound)
        - Mustelus mento (Speckled smooth-hound)
        -  Mustelus mosis  (Arabian smooth-hound)
        -  Mustelus mustelus  (Smooth-hound)
        - Mustelus norrisi (Florida smoothhound)
        -  Mustelus palumbes  (Whitespotted smooth-hound)
        - Mustelus punctulatus (Blackspotted smooth-hound)
        - Mustelus ravidus
        -  Mustelus schmitti  (Narrownose smooth-hound)
        -  Mustelus whitneyi  (Humpback smooth-hound)
        - Mustelus widodoi

      - سردهٔ  Scylliogaleus 
        -  Scylliogaleus quecketti  (Flapnose houndکوسه)

      - سردهٔ Triakis (Leopard کوسهs)
        - Triakis acutipinna (Sharpfin houndکوسه)
        -  Triakis maculata  (Spotted houndکوسه)
        - Triakis megalopterus (Sharptooth houndکوسه)
        -  Triakis scyllium  (Banded houndکوسه)
        -  Triakis semifasciata  (Leopard کوسه)
- راستهٔ LAMNIFORMES (Mackerel کوسهs)
  - تیرهٔ کوسه دم‌دراز (Thresher کوسهs)
    - سردهٔ کوسه دم‌دراز
      - Alopias pelagicus (Pelagic thresher کوسه)
      -  Alopias superciliosus  (Bigeye thresher)
      - دم‌دراز معمولی (Thresher کوسه)

  - تیرهٔ کوسه استراحت‌کننده (Basking کوسهs)
    - سردهٔ کوسه استراحت‌کننده
      - کوسه استراحت‌کننده (Basking کوسه)

  - تیرهٔ سفیدکوسگان (Mackerel کوسهs, porbeagles, and white کوسهs)
    - سردهٔ کوسه بزرگ سفید
      - کوسه بزرگ سفید (Great white کوسه)

    - سردهٔ Isurus (Shortfin mako)
      -  Isurus oxyrinchus  (Shortfin mako)
      -  Isurus paucus  (Longfin mako)

    - سردهٔ لامنا
      - Lamna ditropis (کوسه سالمون)
      -  Lamna nasus  (Porbeagle)

  - تیرهٔ کوسه دهان‌گنده (Megamouth کوسهs)
    - سردهٔ کوسه دهان‌گنده
      - کوسه دهان‌گنده (Megamouth کوسه)

  - تیرهٔ دیوکوسگان (Goblin کوسهs)
    - سردهٔ دیوکوسه (سرده)
      - دیوکوسه (Goblin کوسه)

  - تیرهٔ  Odontaspididae  (Sand کوسهs and sand tiger کوسهs)
    - سردهٔ Carcharias
      - Carcharias taurus
      - Carcharias tricuspidatus

    - سردهٔ Odontaspis
      - Odontaspis ferox (Smalltooth sand tiger)
      -  Odontaspis noronhai  (Bigeye sand tiger)

  - تیرهٔ کوسه تمساحی (کوسه‌های تمساحی)
    - سردهٔ کوسه تمساحی
      - کوسه تمساحی (کوسه تمساحی)